# François Tanguay
François Tanguay, né le 21 juillet 1946, est un écologiste de longue date et ancien directeur de Greenpeace pour le Québec (1992-1997). Il dirige depuis 2008 la Coalition québécoise du bois. Cofondateur des Amis de la Terre, il fut également régisseur à la Régie de l’énergie de 1997 à 2007.

## Biographie
Membre fondateur, administrateur et animateur d’ateliers au Centre Mater Materia, il a aussi été animateur radio et chroniqueur en environnement à la radio de Radio-Canada (CBV Bonjour).
Auteur de Petit manuel de l’habitat bio-climatique et de Petit manuel de l’autoconstruction parus aux Éditions de Mortagne, il cosigne en 2009 Manifestement vert (Éd. Trécarré), avec Jocelyn Desjardins.
Depuis 2009 aussi, il collabore régulièrement à repere.tv, la webtélé "Les repères de Languirand", par l'entremise de courtes capsules vidéos traitant de divers sujets reliés à l'environnement. Sa chronique s'intitule "Les lendemains qui chantent".
En août 2011, M. Tanguay est nommé en tant que représentant des écologistes québécois au sein d'un comité chargé de réaliser une évaluation environnementale stratégique sur l'exploitation des gaz de schiste au Québec par le ministre québécois du Développement durable, de l'Environnement et des Parcs, Pierre Arcand. 

## Œuvres
- Petit manuel de l’habitat bio-climatique, Éditions de Mortagne, 1990
- Petit manuel de l’autoconstruction, Éditions de Mortagne, 1983
- Manifestement vert, Éditions Trécarré, 2009 | Coauteur : Jocelyn Desjardins
- François Tanguay et Steven Guilbeault, Le prochain virage, Montréal (Québec), Canada, Éditions Druide, 2014, 304 p. (ISBN 978-2-89711-099-4, 978-2-89711-100-7 et 978-2-89711-101-4)